# Nina Nikolajewna Laschenzewa
Nina Nikolajewna Laschenzewa (russisch Нина Николаевна Лаженцева; geboren am 7. Januarjul. / 20. Januar 1901greg. in Perm, Russisches Kaiserreich; gestorben am 22. Januar 1988 in Swerdlowsk, Sowjetunion) war eine sowjetische Schauspielerin.

## Leben
Nina Laschenzewa wurde 1901 im zaristischen Russland in einer Adelsfamilie geboren. Sie schloss das Gymnasium ab und gab 1925 ihr Theaterdebüt auf der Bühne des Permer Garnisonstheaters. 1926 arbeitete sie im Permer Theater „Sinjaja Blusa“ (Синяя блуза) und im Theater für Junge Zuschauer (russisch ТЮЗ). Ab 1927 war sie Schauspielerin am Permer Akademischen Theater. Von 1928 bis 1937 arbeitete Nina Laschenzewa im mobilen Uraler realistischen Arbeitertheater.
Nina Laschenzewa zog 1937 nach Swerdlowsk, nachdem ihr Mann, Sergei Petrowitsch Wolkow (Сергей Петрович Волков), dort als Direktor im städtischen Theater für junge Zuschauer angefangen hatte. Von 1937 bis 1985 war sie Schauspielerin am Swerdlowsker Theater für Junge Zuschauer; sie spielte mehr als 400 Bühnenrollen.
Während des Zweiten Weltkriegs war sie ab Februar 1942 mehr als drei Monate in der Frontkonzertbrigade der Wolchow-Front.

## Filmografie (Auswahl)
- 1978: Sinjuschkin kolodez (Синюшкин колодец, Kurzfilm)
- 1976: Zu zweit (Только вдвоём, Torwächterin)
- 1975: Ot sari do sari (От зари до зари, in der Episode)
- 1960: Shdite pisem (Ждите писем, Kostjas Mutter)